# پدر عزیز
پدر عزیز (ایتالیایی: Caro papà) یک فیلم درام ایتالیایی به کارگردانی دینو ریسی است که در سال ۱۹۷۹ منتشر شد. این فیلم در جشنواره فیلم کن ۱۹۷۹ به نمایش درآمد و استفانو مادیا بابت نقش‌آفرینی در آن، برندهٔ جایزهٔ بهترین بازیگر نقش مکمل مرد شد.

## گزیدهٔ بازیگران
- ویتوریو گاسمن
- اورور کلمان
- استفانو مادیا
- ژولین گیومار
- کلارا کولوسیمو
- مونیکا زانکی